# Aeroportul Obre Lake/North of Sixty
Aeroportul Obre Lake/North of Sixty (IATA: YDW) este un aeroport din Teritoriile de Nord-Vest, Canada.
Situat la o altitudine de 366 m, aeroportul dispune de o singură pistă.